# Polypauropoides biclaviger
Polypauropoides biclaviger är en mångfotingart som beskrevs av Ulf Scheller 1994. Polypauropoides biclaviger ingår i släktet Polypauropoides och familjen Polypauropodidae. Inga underarter finns listade i Catalogue of Life.